# MLB All-Star Game 1985
MLB All-Star Game 1985 – 56. Mecz Gwiazd ligi MLB, który odbył się 16 lipca 1985 roku na Hubert H. Humphrey Metrodome w Minneapolis. Spotkanie zakończyło się zwycięstwem National League All-Stars 6-1. Frekwencja wyniosła 54 960 widzów.
Najbardziej wartościowym zawodnikiem został miotacz LaMarr Hoyt, który zaliczył wygraną, oddając dwa uderzenia i jednego runa.

## Wyjściowe składy
| National League | National League   | National League | National League | American League | American League  | American League | American League |
| #               | Zawodnik          | Klub            | Pozycja         | #               | Zawodnik         | Klub            | Pozycja         |
| --------------- | ----------------- | --------------- | --------------- | --------------- | ---------------- | --------------- | --------------- |
| 1               | Tony Gwynn        | Padres          | LF              | 1               | Rickey Henderson | Yankees         | CF              |
| 2               | Tom Herr          | Cardinals       | 2B              | 2               | Lou Whitaker     | Tigers          | 2B              |
| 3               | Steve Garvey      | Padres          | 1B              | 3               | George Brett     | Royals          | 3B              |
| 4               | Dale Murphy       | Braves          | CF              | 4               | Eddie Murray     | Orioles         | 1B              |
| 5               | Darryl Strawberry | Mets            | RF              | 5               | Cal Ripken Jr.   | Orioles         | SS              |
| 6               | Graig Nettles     | Padres          | 3B              | 6               | Dave Winfield    | Yankees         | RF              |
| 7               | Terry Kennedy     | Padres          | C               | 7               | Jim Rice         | Red Sox         | LF              |
| 8               | Ozzie Smith       | Cardinals       | SS              | 8               | Carlton Fisk     | White Sox       | C               |
| 9               | LaMarr Hoyt       | Padres          | P               | 9               | Jack Morris      | Tigers          | P               |

| National League                             | 0 | 1 | 1 | 0 | 2 | 0 | 0 | 0 | 2 | 6 | 9 | 1 |
| American League                             | 1 | 0 | 0 | 0 | 0 | 0 | 0 | 0 | 0 | 1 | 5 | 0 |
| WP: LaMarr Hoyt (1–0) LP: Jack Morris (0–1) |   |   |   |   |   |   |   |   |   |   |   |   |

## Składy
| Miotacze - Bert Blyleven (2) - Willie Hernández (2) - Jay Howell (1) - Jimmy Key (1) - Donnie Moore (1) - Jack Morris (3) - Dan Petry (1) - Dave Stieb (5) Łapacze - Carlton Fisk (10) - Rich Gedman (1) - Lance Parrish (5) - Ernie Whitt (1) |  | Wewnątrzpolowi - Wade Boggs (1) - George Brett (10) - Cecil Cooper (5) - Dámaso García (2) - Don Mattingly (2) - Paul Molitor (2) - Eddie Murray (6) - Cal Ripken Jr. (3) - Alan Trammell (3) - Lou Whitaker (3) Zapolowi - Harold Baines (1) - Phil Bradley (1) - Tom Brunansky (1) - Rickey Henderson (5) - Jim Rice (7) - Gary Ward (2) - Dave Winfield (9) |  | Menadżer - Sparky Anderson Trenerzy - Bobby Cox - Dick Howser Honorowy kapitan - Harmon Killebrew |

| Miotacze - Joaquín Andújar (4) - Ron Darling (1) - Scott Garrelts (1) - Dwight Gooden (2) - Rich Gossage (9) - LaMarr Hoyt (1) - Jeff Reardon (1) - Nolan Ryan (7) - Fernando Valenzuela (5) Łapacze - Gary Carter (8) - Terry Kennedy (3) - Tony Peña (3) - Ozzie Virgil (1) |  | Wewnątrzpolowi - Jack Clark (3) - Steve Garvey (10) - Pedro Guerrero (3) - Tom Herr (1) - Graig Nettles (6) - Pete Rose (17) - Ryne Sandberg (2) - Ozzie Smith (5) - Garry Templeton (3) - Tim Wallach (2) Zapolowi - José Cruz (2) - Tony Gwynn (2) - Willie McGee (2) - Dale Murphy (5) - Dave Parker (5) - Tim Raines (5) - Darryl Strawberry (2) - Glenn Wilson (1) |  | Menadżer - Dick Williams Trenerzy - Jim Frey - Bob Lillis Honorowy kapitan - Sandy Koufax |

- W nawiasie podano liczbę powołań do All-Star Game.